# Huashan
För andra betydelser, se Huashan (olika betydelser).
Huashan är ett stadsdistrikt i Ma'anshans stad på prefekturnivå  i Anhui-provinsen i östra Kina. Det ligger omkring 110 kilometer öster om provinshuvudstaden Hefei. Sedan 10 september 2012 ingår det upplösta stadsdistriktet Jinjiazhuang (金家庄区, pinyin Jīnjiāzhuāng Qū). Det nuvarande stadsdelsdistriktet Jinjiazhuang utgör endast en del av det tidigare stadsdistriktet Jinjiazhuang.
Huashan är indelat i nio stadsdelsdistrikt, en socken och en administrativ enhet på sockennivå.
Stadsdelsdistrikt (jiedao):

- Cihu (stadsdelsdistrikt)[a]  (慈湖街道)
- Hudonglu (湖东路街道)
- Huoli (霍里街道)
- Jiangdong (江东街道)
- Jiefanglu (解放路街道)
- Jinjiazhuang (金家庄街道)
- Shatanglu (沙塘路街道)
- Tangxi (塘西街道)
- Taoyuanlu (桃源路街道)

Socknar (xiang):

- Cihu (socken)[a] (慈湖乡)

Område på sockennivå:
- Ma'anshan Cihu Jingji Kaifaqu ekonomisk utvecklingszon (马鞍山慈湖经济开发区)

## Fotnot
1. 1 2  I Huashan finns både ett stadsdelsdistrikt och en socken med namnet Cihu.